# Patatas bravas
Las patatas bravas, denominadas también patatas a la brava o papas bravas, son una preparación típica de los bares de España que consiste en patatas cortadas en dados grandes, fritos en aceite de oliva y aderezados con salsa brava, la cual es una salsa picante. Las patatas bravas se sirven calientes como tapa o aperitivo, acompañando una caña o copa de vino. Su origen está en la ciudad de Madrid, aunque se pueden encontrar fácilmente en todas las regiones del país. Es, además, una de las tapas más asequibles del menú, debido al bajo coste de sus ingredientes. La salsa brava incluye pimentón picante, cebolla y harina de trigo o vinagre, aunque la receta varía notablemente según el lugar.

## Origen
No se sabe con exactitud el origen de las patatas bravas, pero su primera aparición es a partir de los años 1950 en los bares de Madrid. Por lo tanto, tampoco se sabe cómo es la receta original de la salsa brava de las muchas que existen. La que convencionalmente se ha llamado la «auténtica» consiste en pimentón dulce, pimentón picante, harina y aceite de oliva, a veces caldo. Aun así, no es raro encontrar salsas bravas a base de tomate frito. En el área del Levante español es popular combinarlas con alioli.
La primera mención a las patatas bravas se encuentra en el libro Vivir en Madrid (1967) de Luis Carandell:

«... las patatas bravas, que en algunos sitios se llaman 'patatas a lo pobre', son patatas fritas con salsa picante, como uno se imagina que los pobres comerían las patatas, es decir, untando pan en la salsa».
Luis Carandell, 1967

En una recopilación mundial de recetas de patatas realizada por las Naciones Unidas, se incluye una receta de las patatas bravas como un plato típicamente español.

## Preparación

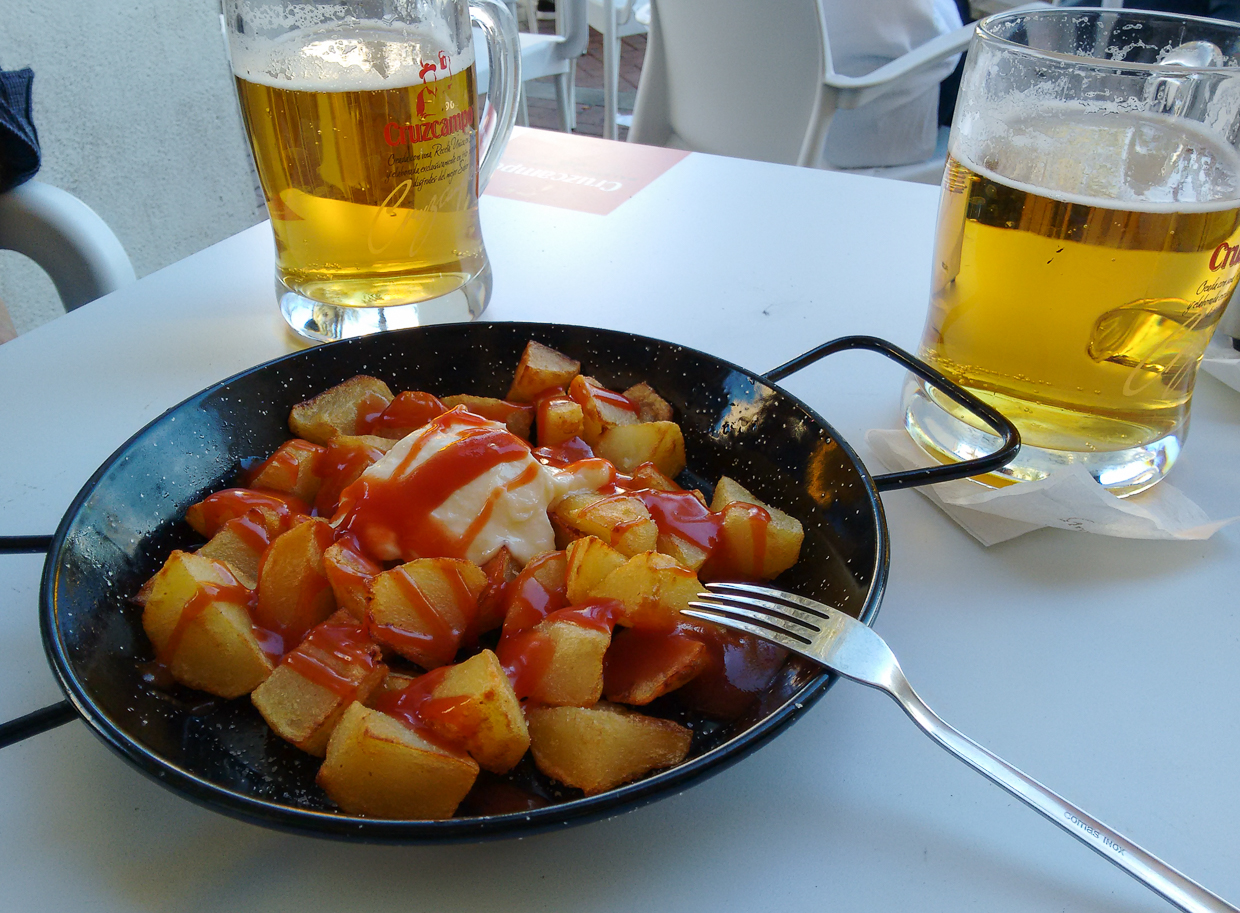
Patatas bravas con alioli en Valencia, acompañadas de cerveza

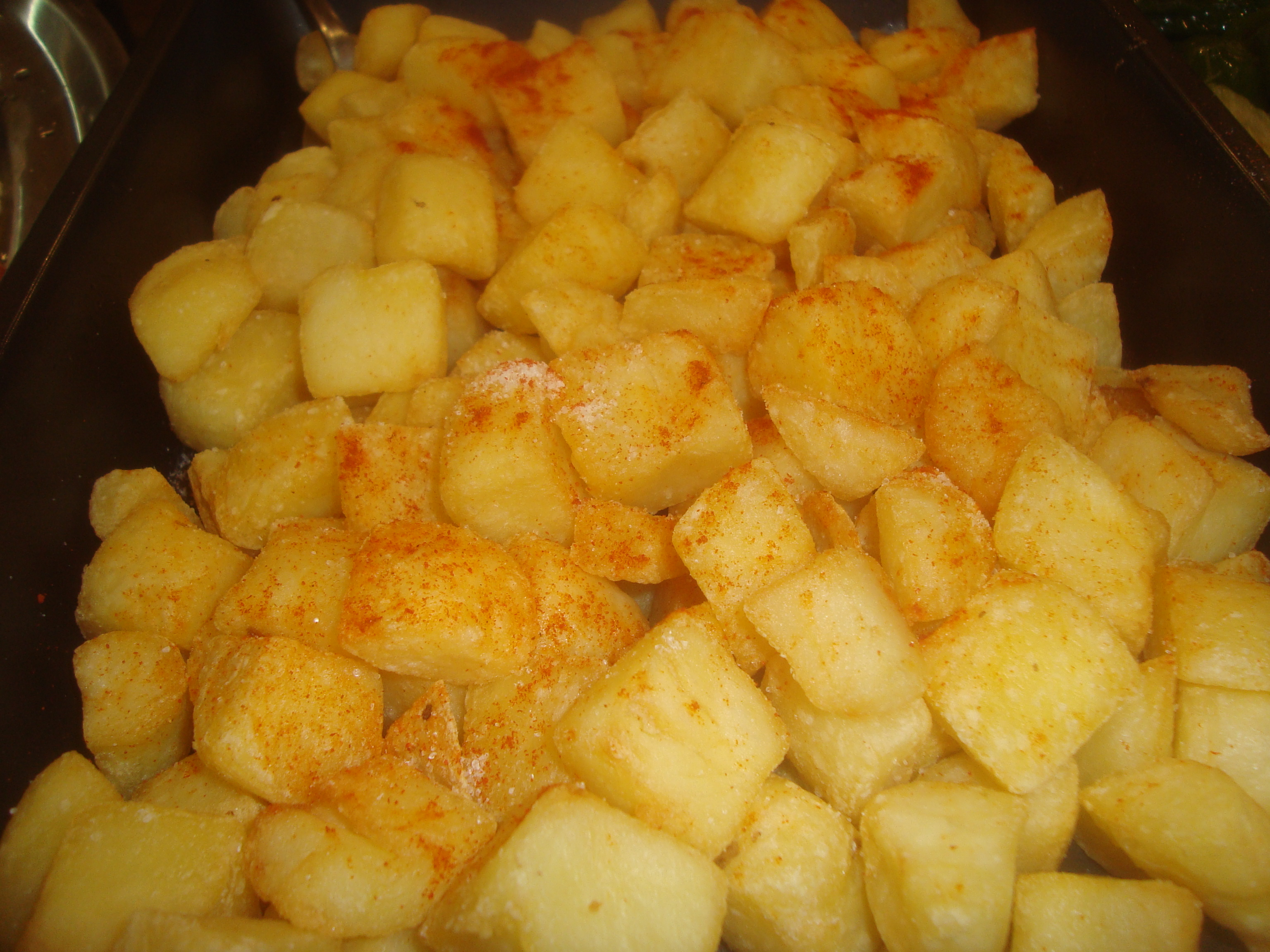
Los dados de patata frita son la base previa para elaborar las patatas bravas

Se cortan las patatas en dados del tamaño deseado y se fríen en aceite de oliva como unas patatas fritas normales, hasta que quedan doradas y crujientes. Rara vez las patatas se cortan en otra forma que no sea en dados, generalmente de gran tamaño. En su elaboración suele emplearse una patata temprana y de variedades freíbles como la patata agria. También hay recetas que asan al horno las patatas. Tras su fritura se colocan en un plato o fuente y se riegan con la salsa brava.

### Salsa brava
Tradicionalmente la salsa brava debe llevar pimentón de la Vera picante o cayena, que es lo que le aporta pungencia. A menudo, es una mezcla de pimentón picante y pimentón dulce. La conservación de la salsa se hace en frascos de vidrio esterilizados al baño maría o con una capa superior de aceite.
En Cataluña, la Comunidad Valenciana y la Región de Murcia, es típico servir las patatas bravas con una combinación de salsas alioli y brava superpuestas. En Valencia incluso es común presentarlo simplemente con un alioli y un espolvoreado de pimentón picante.

## Controversia

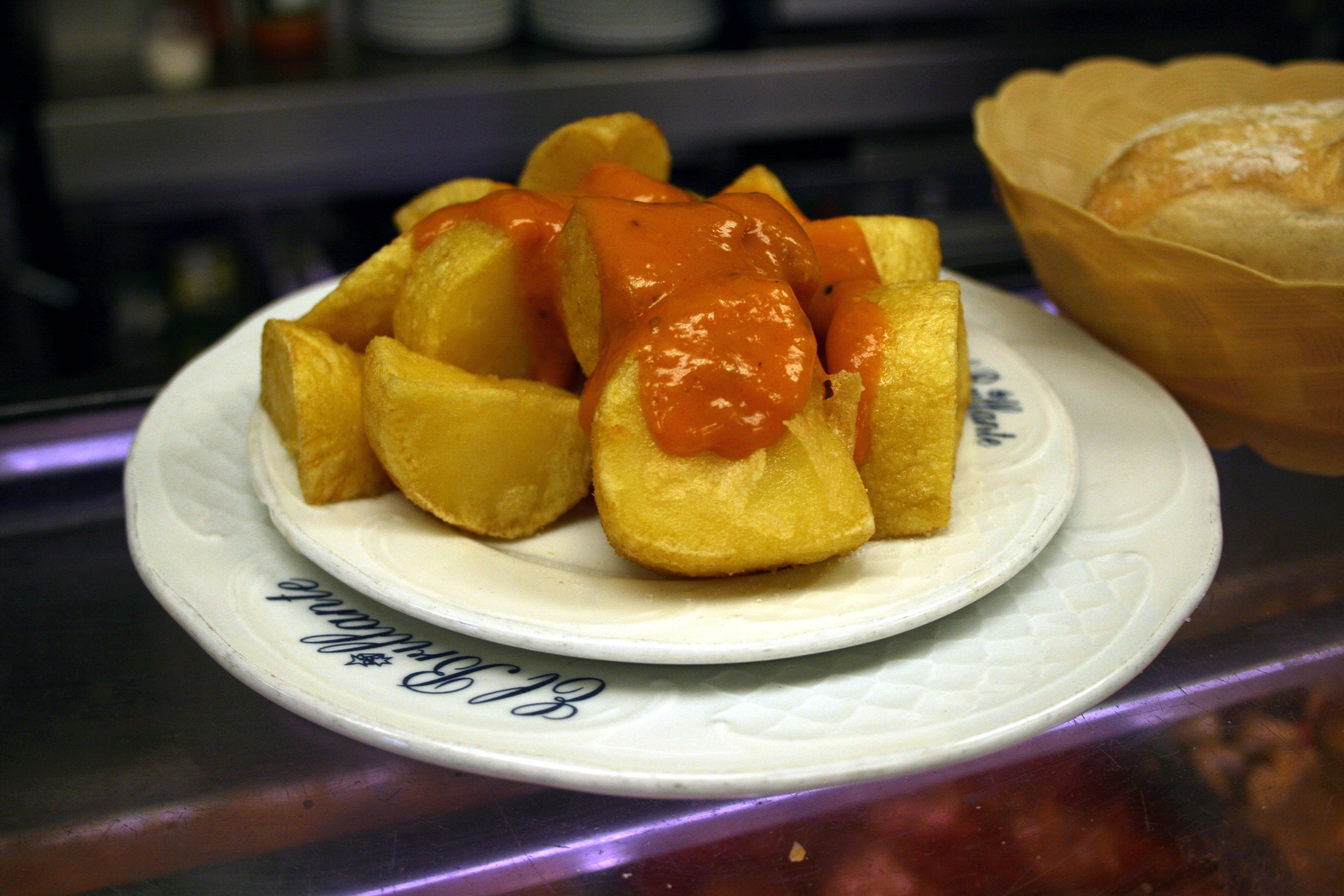
Tapa de patatas bravas

Las patatas bravas han sufrido una vulgarización de su receta, en palabras del chef Sergi Arola, debido a la difusión y popularización de esta y otras tapas, fruto del turismo en España. Esto ha dado lugar a nuevas versiones que usan ingredientes más económicos, como el ketchup o la mayonesa, salsas producidas industrialmente, o que simplifican o eliminan pasos de la preparación con el objetivo de abaratar su precio final. En los bares de Barcelona, por ejemplo, es más típico que «patatas bravas» se entienda como unas patatas fritas con ketchup y mayonesa. Para otros, la salsa brava es básicamente un sofrito picante.
La salsa brava no está definida legalmente; sin embargo, en 2004, una persona de Ceuta, Margarita Pascual García, registró su propia receta de salsa brava en la oficina de Patentes, convirtiéndose en la única receta de bravas patentada hasta la fecha:

Salsa especial patatas bravas cuyos ingredientes son:
- 5 litros de mahonesa ya preparada
- 100 gramos de ajos
- 100 gramos de pimentón picante
- 200 mililitros de ketchup
- 200 centilitros de agua

Todos estos ingredientes se baten y se obtiene la salsa
mencionada.
Esta salsa, a diferencia de las demás, posee un sabor muy agradable y suave. Al no llevar tomate como las tradicionales no fermenta
Solicitud nº 200202433, Patentes